# Мереф'янський міський будинок культури
Мереф'янський міський будинок культури — будинок культури у місті Мерефа, Харківського району, Харківської області. Був відкритий 6 листопада 1977 року. 17 березня 2022 року зруйнований під час російського обстрілу.

## Історія

### Будівництво
Будівництво споруди почалося наприкінці 1960-х та тривало близько 10 років. Відкрився будинок культури 6 листопада 1977 року. Ініціював будівництво почесний громадянин міста Мерефа — Бондаренко Герольд Леонідович.

### Початок XXI століття
10 листопада 2017 року відбувся святковий концерт, присвячений 40-річчю будинку культури.
Станом на 2019 рік, на базі будинку культури функціонувало близько 40 гуртків, зокрема: вокальні ансамблі, спортивний клуб, дитячий та молодіжний театри, студії образотворчого та декоративно-прикладного мистецтва, народний театр танцю та хореографічний колектив. Одному з вокальних ансамблів, а саме ансамблю «Водограй», у червні 2019 року присвоїли звання «Народний аматорський колектив».

### Російське вторгнення в Україну
Під час російського вторгнення в Україну, 17 березня 2022 року, близько 3:30 ранку, будівлі будинку культури та місцевої школи були зруйновані артилерійським обстрілом російських військ. Внаслідок цього загинула 21 особа, поранено 25.
Через рік, 17 березня 2023 року, біля руїн будинку культури провели мітинг-реквієм, щоб вшанувати пам'ять тих, хто загинув там того дня.

## Галерея

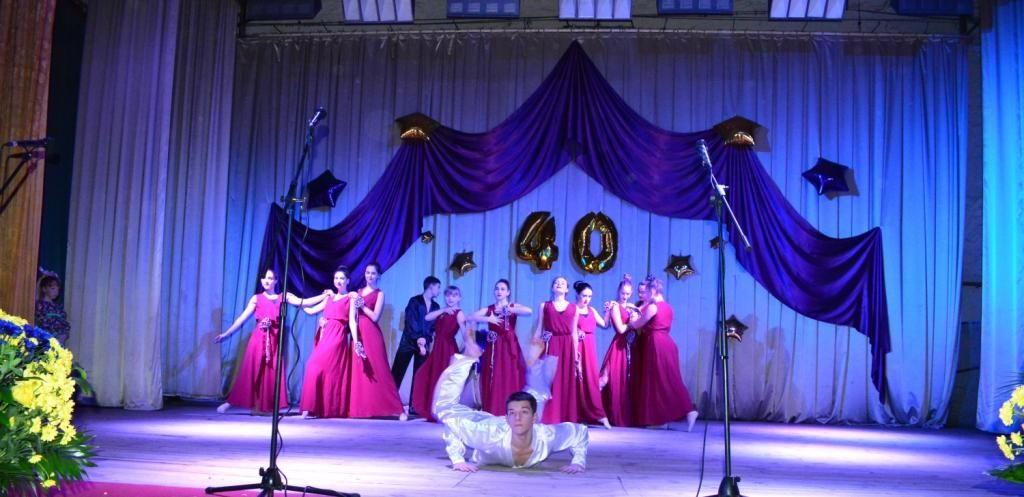
Концерт з нагоди 40-річчя будинку культури, 10 листопада 2017
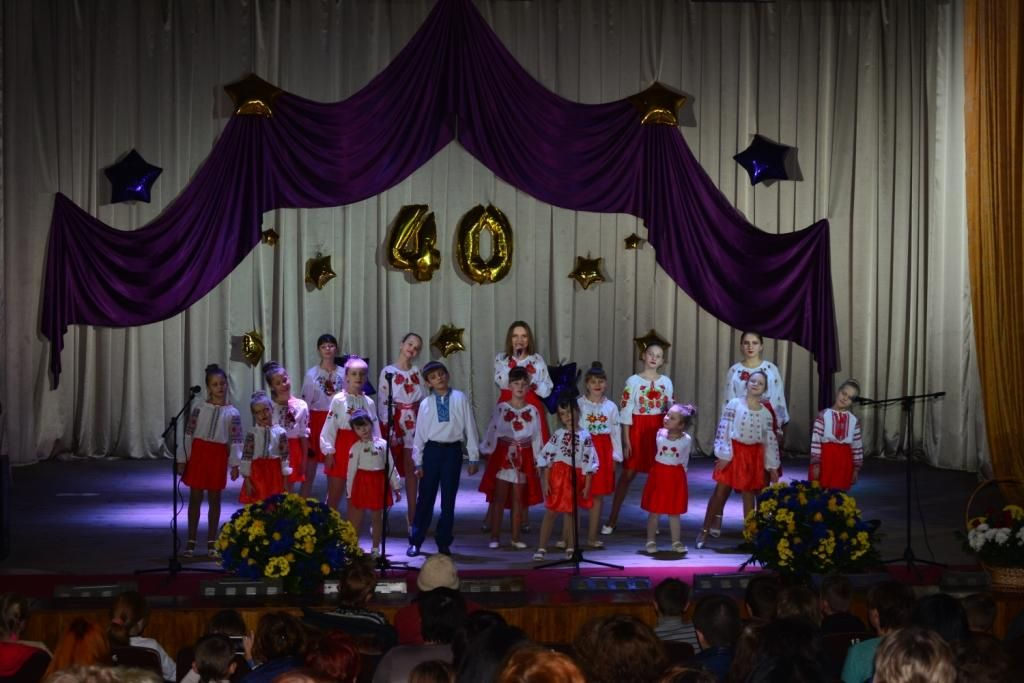
Концерт з нагоди 40-річчя будинку культури, 10 листопада 2017
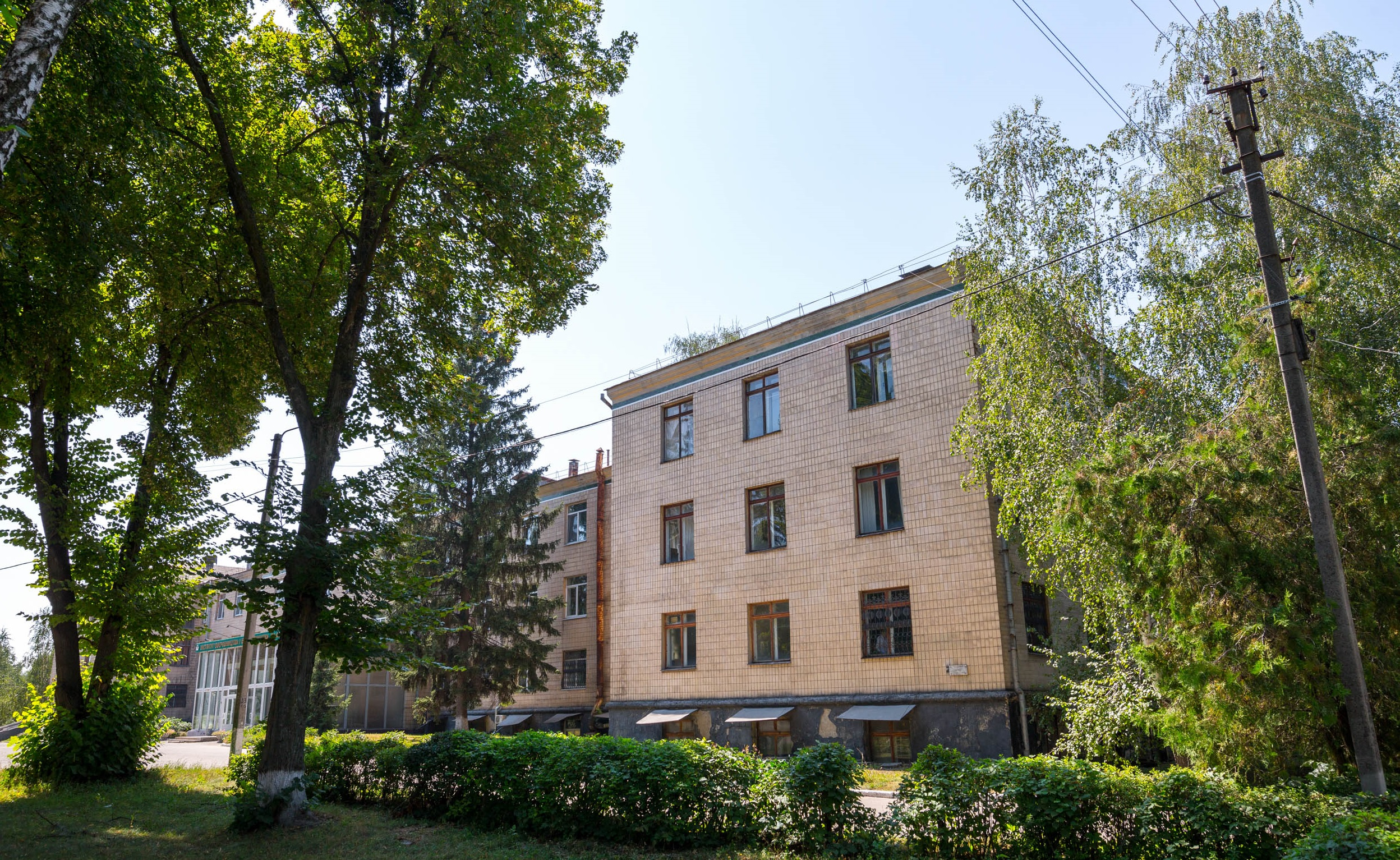
Будинок культури у 2019 році
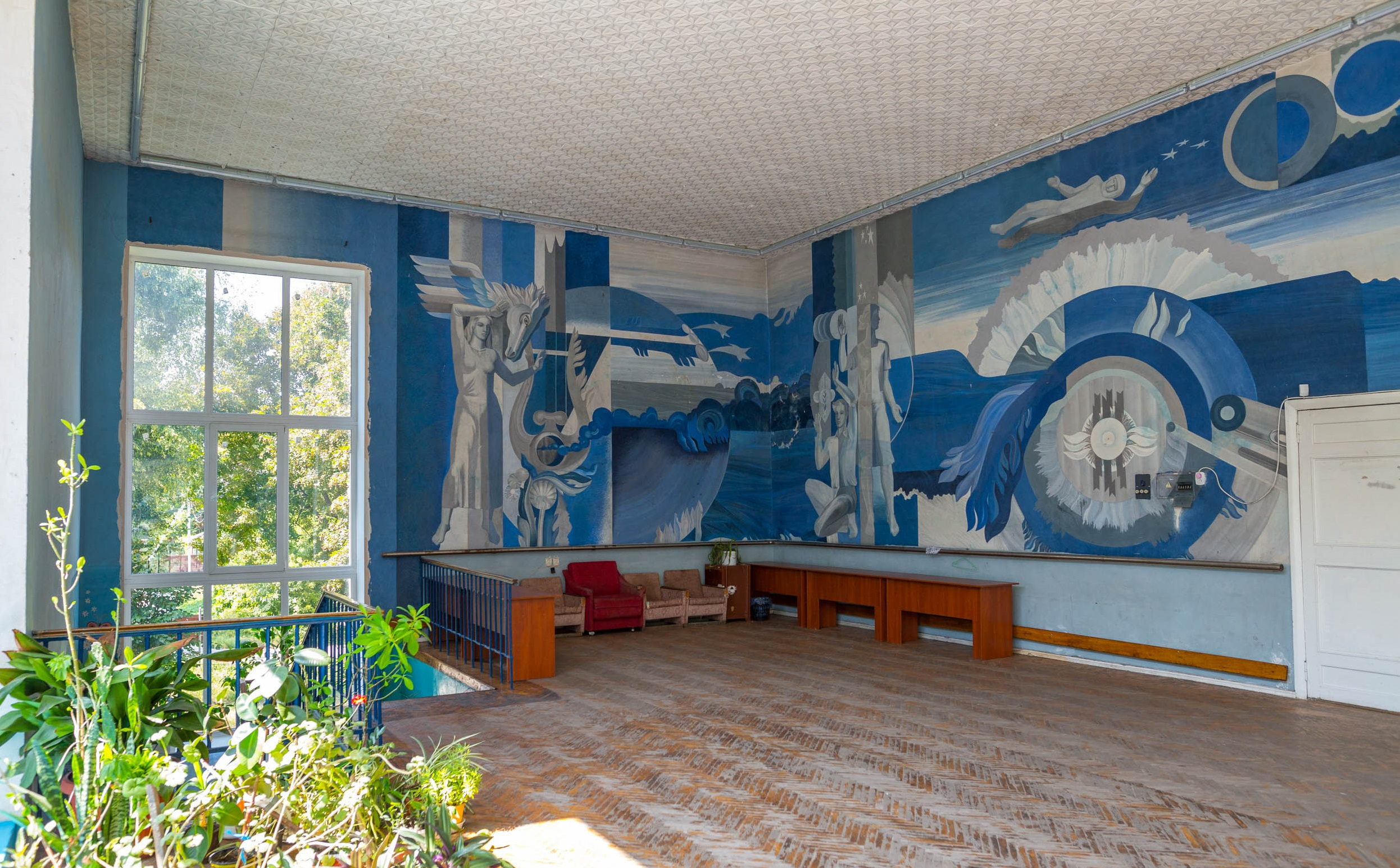
Мереф'янський міський будинок культури у 2019 році зсередини
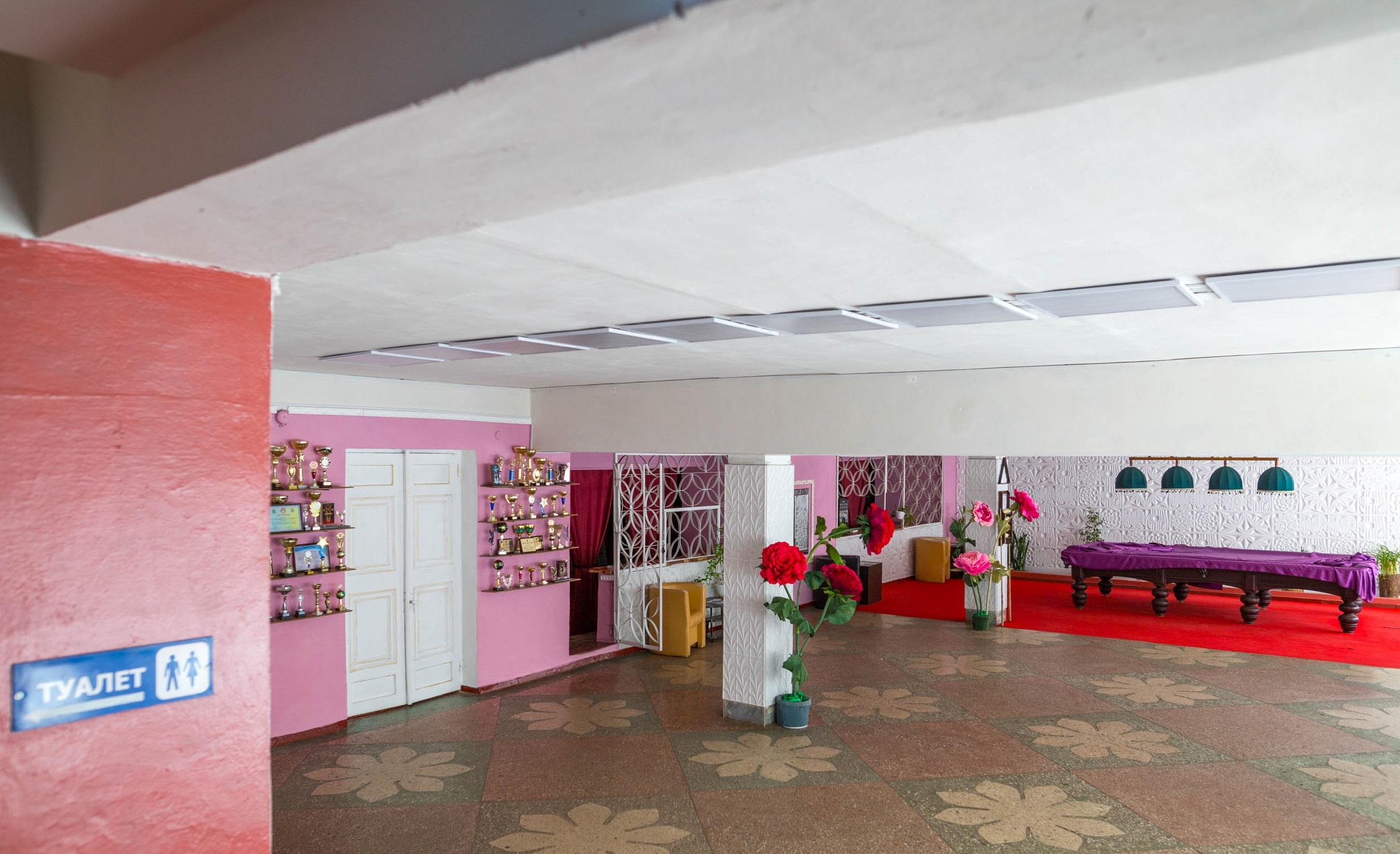
Мереф'янський міський будинок культури у 2019 році зсередини